# Passage Tomb von Baunfree

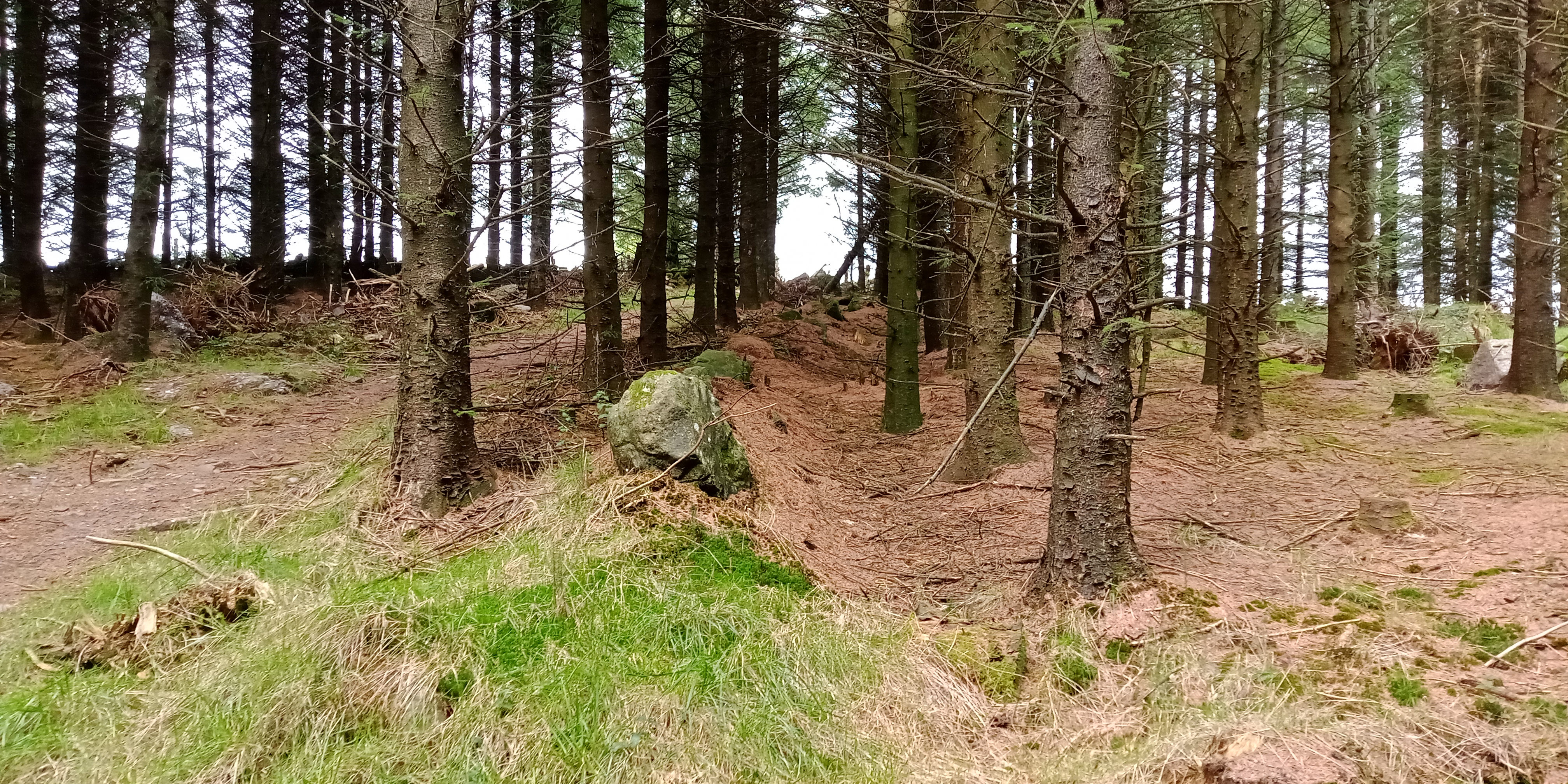
Steinreihe von Baunfree

Die Reste des Nordwest-Südost orientierten Passage Tomb von Baunfree (irisch Bán Fraoigh) liegen auf dem Gipfel des etwa 300 m hohen Kilmacoliver Hill bei Owning südlich von Windgap im Südwesten des County Kilkenny, nördlich von Carrick-on-Suir im County Tipperary in Irland. Der Name Kilmacoliver bedeutet Mac Oliver’s Church, wo einst eine Burg mit Blick auf das Lingaun Valley stand.
Ein Großteil des Cairn-Materials besonders im Westen und Norden (bis max. 1,0 m Höhe) und einige Randsteine des Hügels vor allem im Süden blieben erhalten. Einer der Eingangssteine hat in der Nähe der Spitze die Ritzung eines Kreismotivs. Im Osten des Hügels liegt ein kleiner, flacher Felsbrocken, der von zwei kleineren Steinen getragen wird, aber seine Funktion ist unbekannt. 
In der Nähe liegen das Passage Tomb von Knockroe und die Steinreihe von Baunfree.